# Растёгин, Григорий Сергеевич
Григорий Сергеевич Растегин (21 ноября 1902 — 8 сентября 1971) — советский государственный, партийный и военно-политический деятель. Первый секретарь Башкирского областного комитета ВКП(б) (1939), участник Великой Отечественной войны, полковник.

## Биография
Родился 21 ноября 1902 года в с. Лаишевка Сенгилеевского уезда по другим данным Симбирского уезда Симбирской губернии в семье русского хлебного приказчика. В 1915 году окончил церковно-приходскую школу, а в мае 1920 года ремесленное училище в Симбирске, после чего работал помощником механика мельницы № 1 управления мукомольно-крупяной промышленности СНХ (Губмука) в Симбирске. В 1924 году вступил в комсомол. С мая 1924 г. в Рабоче-крестьянской Красной армии отделенный командир 8-го железно-дорожного полка 1-й Туркестанской стрелковой дивизии. В армии в ноябре 1925 года стал кандатом в члены РКП(б), а с декабря 1926 года членом партии. В августе 1926 г. демобилизован и работал в Ульяновске помощником механика мельницы № 10 пищевого треста. С декабря 1926 г. упаковщик центрального склада «Пищетреста». С мая 1927 г. помощник механика мельницы № 8 пищевого треста. С октября 1927 г. заведующий центрального склада пищевого треста. С октября 1928 г. заведующий мельницами управления гор. мельницами. С декабря 1929 г. заведующий тракторными курсами зернотреста в г. Мелекес Средне-Волжского края. С апреля 1930 г. заведующий мельницами управления гор. мельницами. С ноября 1930 г. директор плодово-винного завода. С января 1931 г. инструктор Ульяновского городского комитета ВКП(б). С апреля 1931 г. секретарь партийного коллектива пристани государственного пароходства. С октябре 1932 г. инструктор Ульяновского горкома ВКП(б). С мая 1933 г. секретарь ячейки свиносовхоза в с. Скугареевка Ульяновского района Средне-Волжского края. С марта 1934 г. секретарь партийного комитета пристани государственного пароходства в Куйбышеве. С августа 1934 г. помощник капитана по политической части парохода «Степан Шаумян» политотдела Средне-Волжского пароходства. С апреля 1937 г. секретарь партийного комитета пристани. С 23 сентября 1937 г. по январь 1939 г. первый секретарь Ульяновского горкома ВКП(б). Дал 20 февраля 1938 г. подписку следующего содержания: «Выдана Ульяновскому городскому отделу НКВД секретарем Ульяновского горкома ВКП(б) Растегиным в том, что будучи допущен к операции по приведению в исполнение приговоров в отношении осужденных к ВМН, обязуюсь о данной операции, проведенной 20/II-38, ни кому не разглашать. К сему. Подпись». С декабря 1938 г. ответственный организатор Отдела руководящих партийных органов ЦК ВКП(б) в Москве. С января по ноябрь 1939 г. первый секретарь Башкирского обкома ВКП(б). На XVIII съезде ВКП(б), который проходил в Москве 10—21 марта 1939 года, избирался кандидатом в члены ЦК ВКП(б), из состава которых выведен на XVIII конференции ВКП(б). С 21 марта 1939 г. по 20 февраля 1941 г. второй секретарь Куйбышевского обкома ВКП(б). С сентября 1940 г. слушатель Высшей школы партийных организаторов при ЦК ВКП(б) в Москве. С началом Великой Отечественной войны мобилизован и с 14 октября 1941 г. по 10 апреля 1942 г. служил начальником политического отдела 351-й стрелковой дивизии, которая формировалась с сентября 1941 г. под Сталинградом, и вошла в состав 57-й армии Южного фронта, старший батальонный комиссар. Личный состав дивизии был в основном из донских казаков, служивших ранее в Красной Армии. Многие из них участвовали в Гражданской войне в России. Не сумев в ходе декабрьских боев 1941 года прорвать оборону противника на р. Миус командование Юго-Западного направления стало готовить новую операцию для разгрома Донбасской группировки врага. Предполагалось прорвать оборону противника в районе Изюм и ударом в направление Красноармейское прижать немецкую группировку в Донбассе к морю и уничтожить. Утром 17 мая 1942 г. в тыл нашей Барвенковской группировке нанесла удар Армейская Группа Клейста. Удар противник наносил из районов Славянск и южнее Барвенково. Из-за плотного внутреннего кольца окружения прорыв удалось организовать только мелкими группами которым удалось пробиться к переправам на р.Северный Донец и в район Чепеля, после чего дивизия была расформирована. С июля 1942 г. заместитель начальника политического управления Брянского фронта. В связи с отменой института военных комиссаров и введения единоначалия в Красной армии в конце 1942 г. переаттестован в полковника. С 15 по 29 декабря 1943 г. заместитель командира по политической части и начальник политического отдела 13-й гвардейской стрелковой дивизии. С января 1944 г. заместитель по политчасти начальника интендантского отдела 21-й армии Ленинградского фронта. С декабря 1944 г. по другим данным с 13 февраля 1945 г. по 11 мая 1945 г. заместитель командира по политической части и начальник политического отдела 287-й стрелковой дивизии 1-го Украинского фронта. Демобилизован 15 января 1946 г. С февраля 1946 г. секретарь по кадрам Ташаузского обкома КП(б) Туркмении. С сентября 1946 г. первый секретарь Сталинского райкома ВКП(б) Ульяновской области. С апреля 1949 г. уполномоченный по делам РПЦ при облисполкоме. С декабря 1950 г. первый секретарь Ленинского райкома ВКП(б) г. Ульяновска. С июня 1953 г. член партийной комиссии при Ульяновском обкоме КПСС. С марта 1961 года на пенсии. С сентября 1961 г. внештатный член партийной комиссии при Ульяновском обкоме КПСС. С декабря 1961 г. председатель парткомиссии при Ульяновском горкоме КПСС на общественных началах. С января 1963 г. внештатный руководитель группы по рассмотрению жалоб и заявлений при Ульяновском промышленном обкоме КПСС. С сентября 1964 г. заведующий внештатным сектором по общественному питанию при отделе административных и торгово-финансовых органов Ульяновского обкома КПСС. Умер 8 сентября 1971 года.

## Награды
- Орден Красного Знамени (09.06.1945);
- Орден Отечественной войны II степени (17.08.1943);
- Орден Красной Звезды (15.03.1943).

## Воинские звания
- Старший батальонный комиссар — 1941;
- Полковник — 1942.